# Pèrèrè
Pèrèrè är en kommun i departementet Borgou i Benin. Kommunen har en yta på 2 017 km2, och den hade 78 988 invånare år 2013.